# هيرمان إل. بيج
هيرمان إل. بيج (بالإنجليزية: Herman L. Page)‏ هو شخصية أعمال وسياسي أمريكي، ولد في 27 مايو 1818، وتوفي في 15 أكتوبر 1873.